# Ortrud Beginnen
Ortrud Elsa Elisabeth Beginnen (* 5. Februar 1938 in Hamburg; † 19. Januar 1999 in Stuttgart) war eine deutsche Film- und Theaterschauspielerin.

## Anfänge
Ortrud Beginnen wurde als Einzelkind einer unverheirateten Opernchoristin und Wagner-Verehrerin geboren (daher ihre Taufnamen Ortrud Elsa Elisabeth). Nach dem Krieg wuchs sie als Flüchtlingskind in Schleswig-Holstein bei den Großeltern auf. Schon bald reifte in ihr der Wunsch nach der Schauspielerei, weil dies die einzige Möglichkeit sei, „diese traurige Kindheit verlassen zu können“. Sie machte eine Lehre als Buchhändlerin und bewarb sich dann um eine Schauspielausbildung. Ihr erstes Vorsprechen in Hamburg scheiterte an ihrem – eigenen Aussagen zufolge – unkonventionellen Auftreten.

## Erste Erfolge
1964 übersiedelte Ortrud Beginnen nach Berlin und wurde dort von dem französischen Regisseur Paul Vasil für die Bühne entdeckt. Bereits ein Jahr später gab sie in dem Stück Messerköpfe ihr Debüt. 1970 übernahm sie mit Vasil die Leitung des Westberliner Off-Theaters Reichskabarett, wo sie große Erfolge feierte (Vita dolorosa, Dracula, Auf, auf zum Forum!) und zur regelrechten Muse der 68er Off-Szene aufstieg. Ihr so genannter „Trivialtheater-Stil“ bescherte ihr den ironischen Spitznamen „Die Duse vom Ludwigkirchplatz“. Außerdem wurde ihre ironisch-hintergründige Interpretation des klassisch-deutschen Liedguts (erstes Soloprogramm: Letzte Rose) zu ihrem Markenzeichen. Internationale Beachtung fand 1974 ihre Kriegsrevue Fronttheater, zusammen mit Jürgen Knieper und Waltraut Habicht.

## Bühnenjahre
1976 verlieh ihr die Stadt Mainz den Kleinkunstpreis, im selben Jahr wird sie Ensemblemitglied am Staatstheater Stuttgart unter dem Intendanten Claus Peymann. Mit Peymann wechselte sie später ans Schauspielhaus Bochum, wo sie wichtige Bühnenrollen in Lessing-, Brecht- und Achternbusch-Stücken hat. Nebenbei entwickelte sie weiterhin eigene Programme. Beim Theaterfestival in Nancy gastierte sie 1979 mit einem deutschen Soldatenliederabend Ich will deine Kameradin sein. Das Gastspiel wurde vorzeitig mit dem Vorwurf abgebrochen, sie habe sich „mit Nazi-Liedern eingeschlichen“. In einem Interview mit der ZEIT (5. September 1981) erklärte sie zu den Vorwürfen: „… ich war bisher der Meinung, dass die Art meines Vortrags hinlänglich klarmacht, dass ich diese Lieder nicht etwa gutheiße, sondern entlarven möchte“.
Zwischen 1983 und 1986 entwickelte sie am Schauspielhaus Bochum (zusammen mit ihrem langjährigen Partner, dem Regisseur James Lyons) drei Programme, die als Minna-Trilogie bekannt werden: Minna, oder wie man dazu gemacht wird; Die Magd des Schicksals und Minna auf Mallorca.
In ihrer Bochumer Zeit entstand zusammen mit dem Pianisten Alfons Nowacki auch eine musikalische Bearbeitung von Wilhelm Buschs Die fromme Helene (1987).
1989 wechselte Ortrud Beginnen ans Deutsche Schauspielhaus in Hamburg und glänzte dort in verschiedenen Charakterrollen, unter anderem als Frau Grollfeuer in Werner Schwabs Volksvernichtung, General Cartwright in Guys and Dolls sowie als Nazidiva Susi Nicoletti in Turrinis Tod und Teufel. 1991 entstand hier auch ihr Soloprogramm 1000 Jahre Deutscher Humor.
1991 sah man sie als liebestolle Nachbarin in Loriots Film Pappa ante portas.
Mit dem Wechsel an der Spitze des Schauspielhauses 1993 wechselte auch Beginnen wieder zum Staatstheater Stuttgart – und zeigte zur Eröffnung der Intendanz von Friedrich Schirmer ihre in Hamburg entstandene Heimatrevue Wir Mädel singen, eine abgründige Satire über Deutsche und Ausländer, die durch die Übergriffe auf ein Asylbewerberheim in Hoyerswerda und die Ausschreitungen in Rostock-Lichtenhagen eine besondere Bedeutung bekam.
1995 wurde sie für ihre Rolle in der preisgekrönten Wiener-Burgtheater-Produktion Die Präsidentinnen (von Werner Schwab) von der Zeitschrift Theater heute zur „Schauspielerin des Jahres“ gekürt.
Im Stuttgarter Ensemble spielte sie unter anderem Maria Callas in Terrence McNallys Stück Meisterklasse. In dem Chansonabend Eine verführerische Frau sang sie Texte des Dramatikers Michael Zochow (Musik: Uli Bühl).

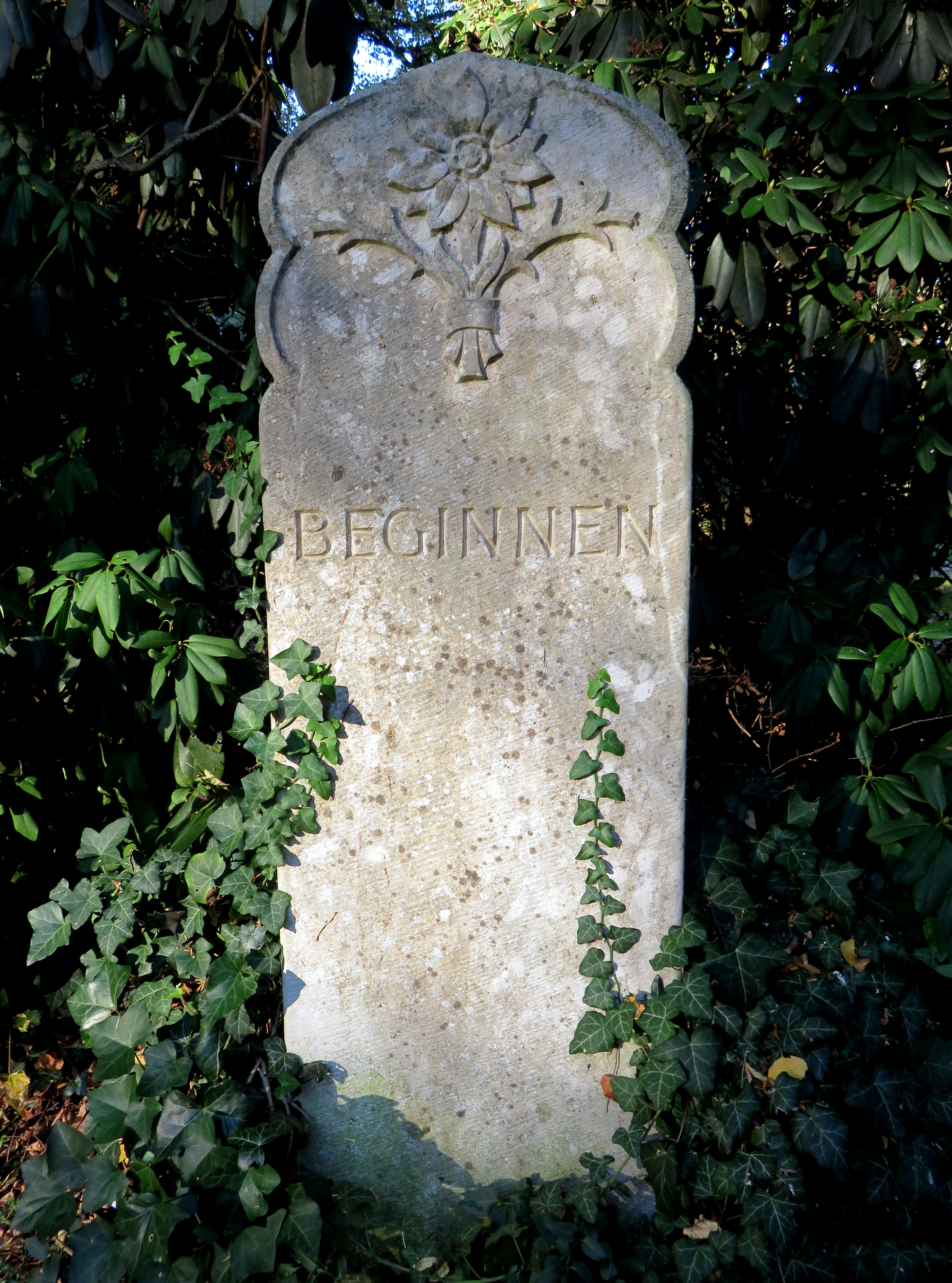
Grabstätte auf dem Friedhof Ohlsdorf

In einer Koproduktion der Wiener Festwochen und des Burgtheaters führte sie 1997 im Schloss Schönbrunn die Monarchie wieder ein mit ihrem Abend Ein Zacken aus der Krone.
In ihrer letzten Theaterarbeit führte sie 1998 in Graz Regie bei der Uraufführung des Stückes Störung von Luigi Forte, einer Produktion des Steirischen Herbstes.
Schwerpunkte ihrer Arbeit waren neben Charakterrollen vor allem humoristische Darbietungen. 1975 veröffentlichte sie ihre Autobiographie Guck mal, schielt ja!
Zum 65. Geburtstag brachte 2003 Roof Music die Doppel-CD Lieder und Geschichten aus dem Katastrophenkoffer – Gustav Peter Wöhler und Susanne Betancor lesen aus ihrer Autobiographie. Das Hörbuch enthält aber auch viele Originalaufnahmen aus Interviews und Kabarettprogrammen.
Ortrud Beginnen starb am 19. Januar 1999 in Stuttgart an einem Krebsleiden. Sie ist auf dem Friedhof Ohlsdorf in Hamburg begraben bei Planquadrat U 10 nördlich von Kapelle 1.
Ortrud Beginnen ist ein Stern im Walk of Fame des Kabaretts in Mainz gewidmet.

## Rezeption
2009 schrieb der Dramaturg Ulrich Beck seine Diplomarbeit unter dem Titel Willkommen in Deutschland – Die Komik in "Wir Mädel singen – Eine deutsche Angelegenheit" von Ortrud Beginnen.
Im Rahmen eines Symposiums 2013 in Toulouse zum Thema Contre-Cultures à Berlin de 1960 à Nos Jours erschienen in Cahiers D'Études Germaniques die Artikel (2013/1 – nr.64) Le comique implacable d’Ortrud Beginnen von Manuel Durand-Barthez und Die gnadenlose Komik von Ortrud Beginnen von James Edward Lyons.
2017 wurde eine Neufassung des satirischen Heimatstücks Wir Mädel singen mit Bezügen auf die damals aktuelle Flüchtlingswelle an der Württembergischen Landesbühne Esslingen unter Regie ihres langjährigen Partners James Edward Lyons inszeniert. Zum 50. Jubiläum des revolutionären Jahres 1968 wurde ihr satirischer Wohltätigkeitsabend für alternde 68er Mein Freund Rudi in einer Koproduktion des Zimmertheater Tübingen und der Landesbühne Esslingen neu inszeniert.

## Filmografie
- 1966: Jimmy Orpheus
- 1972: Geliebter Mörder
- 1973: Dein Eid ist Meineid (TV-Episode; Serie Lokaltermin)
- 1974: Berlin-Harlem
- 1974: Einer von uns beiden
- 1974: Martha (TV)
- 1974: Der verschwundene Admiral (TV-Episode; Serie Der kleine Doktor)
- 1975: Stellenweise Glatteis (TV)
- 1975: Schrift ist Gift (TV-Episode; Serie Beschlossen und verkündet)
- 1975: Baby Hamilton oder Das kommt in den besten Familien vor (TV)
- 1976: Shirins Hochzeit (TV)
- 1977: Heinrich Zille (TV)
- 1979: Der ganz normale Wahnsinn (TV, Zweites Kapitel)
- 1984: Im Himmel ist die Hölle los
- 1986: Kir Royal (TV-Serie)
- 1987: Das Mädchen mit den Feuerzeugen
- 1988: Der Fluch
- 1988: Die Geierwally
- 1989: Die schnelle Gerdi (TV-Serie)
- 1991: Pappa ante portas
- 1992: Einer zahlt immer (TV)
- 1992: Schlafende Hunde (TV)
- 1993: Die Denunziantin
- 1993: Bella Block: Die Kommissarin (TV-Serie)
- 1997: Das Schloß

## Diskografie
- In: Walter Bockmayers Geierwally. Global Records, München / BMG Ariola München, München [1988]